# 屋台の目ぇ
『屋台の目ぇ』（やたいのめぇ）は、1993年10月4日から1994年8月31日まで毎日放送（MBSテレビ）で放送されていた情報バラエティ番組である。放送時間は毎週月曜 - 金曜 16:00 - 17:00 （日本標準時）、毎日放送本社内各所からの生放送。

## 概要
『ファミリースタジオ230』の放送開始以来20年あまり続いた毎日放送平日14時台のワイドショーシリーズが、『レインボー』の最終回をもってTBS製作『スーパーワイド』のネット受け枠へと切り替えられるのを受け、毎日放送は同自社製作枠をかつて『4時ですよ〜だ』などを放送していた16時台へと移し、それまでとは全く毛色の異なる新番組をスタートさせた。それがこの『屋台の目ぇ』である。『レインボー』までは西日本地域の系列局を中心に広域ネットが行われていたが、この番組からはそれが中止され、完全な関西ローカルとなった。
家庭の主婦をターゲットにしていた14時台のワイドショーシリーズから一転して、この番組は10代を中心とする若い世代をターゲットに選んだ。そして、ぜんじろうほか『テレビのツボ』のレギュラー陣と制作関係者たちを多く起用し、バラエティ番組路線にすることで若年層の食いつきを図った。取り扱う情報も若年層に合わせたものとなり、日常の素朴な疑問ネタやあるあるネタ、知っているとちょっと得をするかもしれない無駄知識的なネタなどを主に紹介していた。この番組ならではの特徴としては、屋根の上に据え付けられた目玉マークのオブジェを筆頭に様々な装飾が施された移動式の屋台1台をセットに用いていた点が挙げられる。どこにでも移動可能な屋台の特性を生かし、毎日放送本社玄関ホール（旧ギャラクシーホール）や玄関前、社内吹き抜け部分の渡り廊下など様々な場所からの生中継を実施していた。
1994年4月からは本社地下1階にあるミニスタジオ (BFS) からの生放送となり、視聴者が観客として来場可能な公開番組として放送されるようになった。同時に、当時人気の吉本興業の若手芸人たちを日替わりレギュラーに起用した。そういった事や、番組の放送時間が学生の下校時間と重なる関係から女子中高生を中心に支持を得るようになり、特に夏休みの時期においてはテレビカメラに映る観客の殆どが女子中高生で、残りは男子中高生という状態だった。なお、公開番組へのリニューアル後も屋台は存在していたが、各所からの中継が行われない時にはスタジオ内に置かれたままだった。
土曜深夜には、この番組の1週間分の内容をまとめた『屋台のツボ』という関連番組が放送されていた。しかし、こちらはわずか3か月で打ち切られた。
番組タイトルロゴ名表記の色は『屋台の目ぇ』。

## 出演者
日替わりレギュラー陣と屋台中継担当者は1994年4月から出演。

### 司会
- ぜんじろう
- 大桃美代子（月曜・火曜・水曜）
- 藤岡久美子（木曜・金曜）

### 日替わりレギュラー
- ベイブルース（月曜）
- 杉岡みどり、浦井崇（火曜）
- 水玉れっぷう隊（水曜）
- しましまんず（木曜）
- 矢野・兵動（金曜）

### 屋台中継
- 石野桜子
- ぴのっきを

## 主な放送内容

### 1994年3月までの内容
この当時は、視聴者から寄せられた疑問・質問ハガキの内容を基にスタッフが調査をし、その結果をぜんじろうたちレギュラー陣が伝えて解決するという主旨で行われていた。関西圏の番組らしく、トークを重視した構成を取っていた。

#### 視聴者から寄せられた疑問・質問の例
- 林家こん平（江戸の落語家）の持ちネタ「チャーザー村」は実在するのか？
- ガムを噛んでいる時にチョコレートを食べたら溶けるのですが。（こちらにその答えが掲載されている）

### 1994年4月以降の内容
1994年4月以降は公開番組という性質上、調査の結果をぜんじろうたちレギュラー陣と日替わりレギュラー陣がスタジオ見学に訪れている女子中高生たちに紹介するという方式を採用していた。調査の結果を伝える「はぁー、へぇー、ほぉー」のコーナーでは、毎回彼らがフリップやホワイトボードなどを駆使しながら観客たちに伝えていた。番組の冒頭では、1994年当時流行していた歌を大桃に歌わせる「納涼!カラオケ合いの手」などの企画を実施していた。当コーナーで大桃の歌へたぶりが発覚した事から2011年6月4日放送『めちゃ×2イケてるッ!』（フジテレビ系列）の「お笑い芸人歌がへたな王座決定戦スペシャル」に大桃が出場した。

#### 紹介された調査結果の例
- 『月刊むし』『月刊さつき』『月刊ボディビルディング』など街の書店で見つけたマニアックな雑誌の紹介
- その昔一世を風靡したお笑い芸人たちのギャグの紹介

## エンディングテーマ
- にぎりめしの歌（ぜんじろう ET フィンガーサービス）

## エピソード
放送第1回目は、同日未明に起こったモスクワ騒乱事件の報道特番を紹介しながら始まった。
藤岡久美子が東京からの移動の際に使用していた東海道新幹線のぞみが、車両故障により大幅に遅延。その列車に乗り合わせていた藤岡は30分近く遅刻し、私服姿のままで番組に出演したということがあった。

## 番組終了後の経緯
通常よりも1か月早めに実施された毎日放送平日夕方枠の再編を受け、この屋台の目ぇは秋の改編を待たずして終了。それまで直後の17時台に設けられていたテレビドラマの再放送枠が番組跡地の16時台へと移動し、その17時台には自社製作の新番組『宵待5』が編成された。その後、MBS平日16時台における帯情報番組は、5年後の1999年10月に開始された『ちちんぷいぷい』まで途絶えることになる。

## スタッフ
- 企画：MBS放送研究会
- 構成：倉本美津留、上室尚子、内木場秀樹、前田由美子
- TP：谷口朗
- TD：三木典人
- VE：福本雅一
- CAM：大谷友子
- LD：森崎聖三
- AUD：野玉宏三
- SE：前田典哉
- TK：くう
- ART-D（美術）：上中普雄、内田公幸
- スタイリスト：立谷佳子
- 協力：大阪東通、アーチェリープロ、SAプロ、毎日舞台、小林科学模型、タイトルラボ、スタジオセルズ、オフィスサヨコ、おふぃすまどか、ビデオユニテ
- ディレクター：西本武、増田裕明、坂口好史、加藤啓介
- プロデューサー：増谷勝己、浜田尊弘
- 製作著作：毎日放送